# Insatsvikter

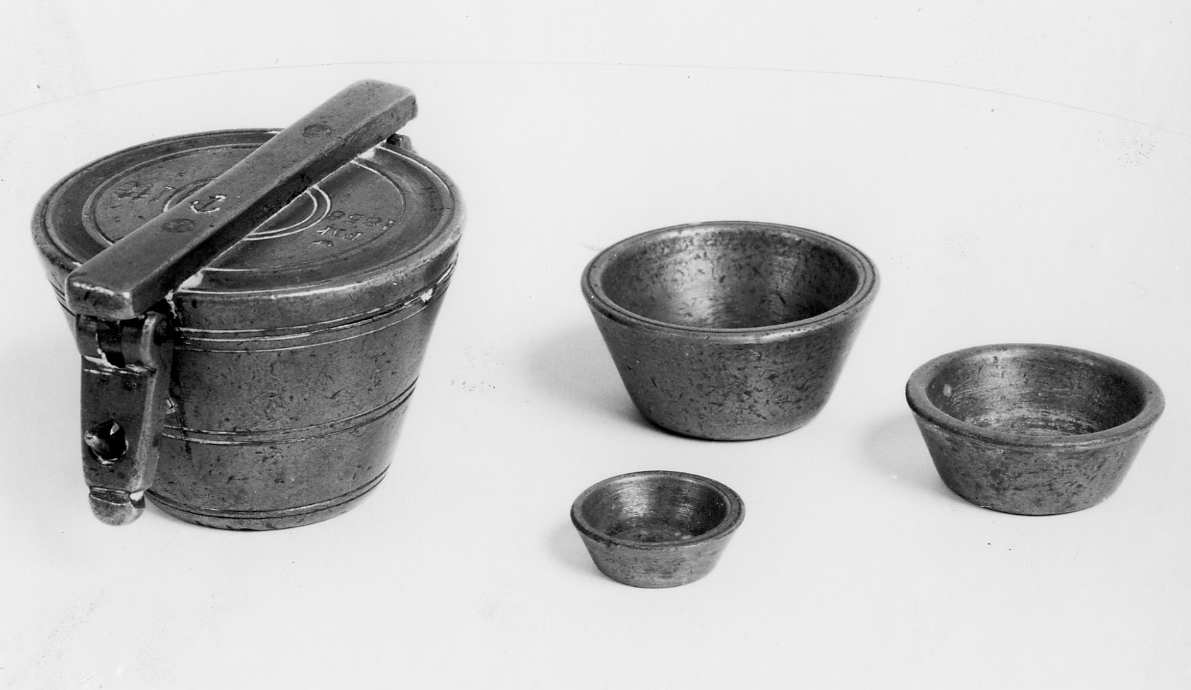
Behållare med 3 insatsvikter, märkta i botten 4, 2 respektive 1/2, enheterna är skålpund för respektive mått. Behållarens lock märkt med krona, därunder "FM 1858", bygeln märkt med ankare. Bottens insida märkt med krona och 16.

Insatsvikter är vikter som sätts i varandra och användes tillsammans med balansvåg för att väga en varas vikt i skålpund (1 skålpund = 425 gram). Insatsvikter används bland annat för vägning av livsmedel.
Insatsvikter omtalas i instruktionen för riksguardien 1661; från denna tid och framåt finns ett stort antal insatsvikter bevarade. Typen är gammal; i Sydeuropa är den känd från romersk kejsartid och skall då ha använts av resande köpmän och justerare. I Sverige avlystes de 1855 och sista året de justerades var 1858.